# 사랑아 기적을 다오
사랑아 기적을 다오는 한국에서 제작된 박영환 감독의 1966년 영화이다. 김석훈 등이 주연으로 출연하였고 최동권 등이 제작에 참여하였다.

## 출연

### 주연
- 김석훈
- 김지미
- 장동휘

## 제작진
- 조명: 이현우
- 미술: 홍성칠